# Faustina (augusta)
Faustina (347 – dopo il 365) è stata la terza moglie dell'imperatore romano Costanzo II e augusta dell'Impero.

## Biografia
Costanzo sposò Faustina ad Antiochia nel 361, quando questa aveva circa 14 anni, dopo la morte della seconda moglie Eusebia; Faustina diede all'imperatore il tanto sospirato erede, Flavia Massima Faustina Costanza (futura moglie dell'imperatore Graziano), che però nacque dopo la morte del padre.
Quando Procopio si rivoltò nel 365, pensò di garantirsi la lealtà delle truppe tenendo in ostaggio Faustina e la figlia, che furono presenti sia alla elevazione al trono di Procopio che prima delle battaglie.